# ورزشگاه سلطان ابراهیم
ورزشگاه سلطان ابراهیم (به انگلیسی: Sultan Ibrahim Stadium) یک ورزشگاه فوتبال در شهر اسکندر پوتری، ایالت جوهر، مالزی است. این ورزشگاه به افتخار حاکم کنونی ایالت، سلطان ابراهیم ابن المرحوم سلطان اسکندر نامگذاری شده است.
این ورزشگاه از سال ۲۰۲۰، به عنوان زمین خانگی جدید باشگاه جوهور دارالتعظیم در سوپر لیگ مالزی، جایگزین ورزشگاه لارکین شد که از سال ۱۹۶۴ میزبان تیم فعلی و تمام تیم‌های فوتبال جوهر در سالهای قبل بود. کل هزینه ساخت و ساز بالغ بر ۲۰۰ میلیون رینگیت مالزی برآورد شده بود.   این استادیوم با ظرفیت ۴۰٬۰۰۰ تماشاگر در ۲۲ فوریه ۲۰۲۰ افتتاح شد.

## طراحی
طرح ورزشگاه که از برگ موز الهام گرفته شده است، به عنوان ایده و طرح نهایی تأیید شده، توسط تونکو اسماعیل ادریس در مراسمی که در شهر اسکندر پوتری، ایالت جوهر برگزار شد، رونمایی گردید. گستردگی ورزشگاه بالغ بر ۱۴۰٬۰۰۰ متر مربع است و مساحت کل ساخته شده ۷۰٬۰۰۰ متر مربع است که دارای ظرفیت ۴۰٬۰۰۰ تماشاگر است. ال‌ئی‌دی‌هایی به رنگ قرمز، آبی و سفید (رنگ پرچم ایالت جوهر) در نمای بیرونی ورزشگاه به منظور روشنایی هنگام شب نصب گردیده است.

## ساخت
به منظور ساخت ورزشگاه جدیدی که هزینه آن ۲۰۰ میلیون رینگیت برآورد شده بود، سلطان ایالت جوهر با ساخت ورزشگاه جدید موافقت کرد و هزینه ساخت آن را متقبل شد.
ساخت ورزشگاه جدید به شرکت خصوصی با مسئولیت محدود کانتری گاردن پاسیفیک‌ویو واگذار شد.
در ماه ژانویه ۲۰۱۷، باشگاه اعلام کرد که در پی اصلاحات انجام گرفته توسط تونکو اسماعیل در مکان ساخت و تغییرات فنی و طراحی بر روی آن، ساخت ورزشگاه چند ماه به تأخیر خواهد افتاد و انتظار می‌رود ساخت ورزشگاه تا بین ماه ژوئیه و اواخر سال ۲۰۱۸، تکمیل گردد.